# Текстолингвистика
Текстолингвистиката (наричана още лингвистика на езика, текстова лингвистика, граматика на текста, теория на текста) възниква през 1960-те години, когато се проявява интерес към лингвистичната страна на текста.
Хартман, заедно с Харис и Косериу, подчертава, че хората говорят не с изолирани думи и изречения, а с текстове.

## Обхват на дисциплината
Оформят 2 схващания относно предметната област на лингвистиката на текста. Според едното тя трябва да се специализира като частна езиковедска дисциплина, паралелна на синтаксиса, лексикологията, морфологията, а според друго схващане текстолингвистиката трябва да се разгърне до нов тип лингвистика, защото изследва употребата на езика в реалната комуникация. 